# Jean Cavalier
Pour les articles homonymes, voir Cavalier.
Jean Cavalier, né le 28 novembre 1681 à Ribaute-les-Tavernes (Gard) et mort le 17 mai 1740 à Chelsea (Londres), est le plus célèbre des chefs et des prophètes camisards.

## Biographie
Son père, un paysan illettré, est contraint par la persécution de devenir catholique ainsi que sa famille. Cependant, sa mère l'élève secrètement dans la foi protestante. Il est goujat de ferme, puis mitron à Anduze. Il doit s'exiler à Genève au cours de l'année 1701 en raison de ses convictions religieuses. Il retourne dans les Cévennes après l’assassinat au Pont-de-Montvert, de l'abbé François de Langlade du Chayla, inspecteur des missions catholiques, le 24 juillet 1702, événement qui marque le début de la guerre des Cévennes.

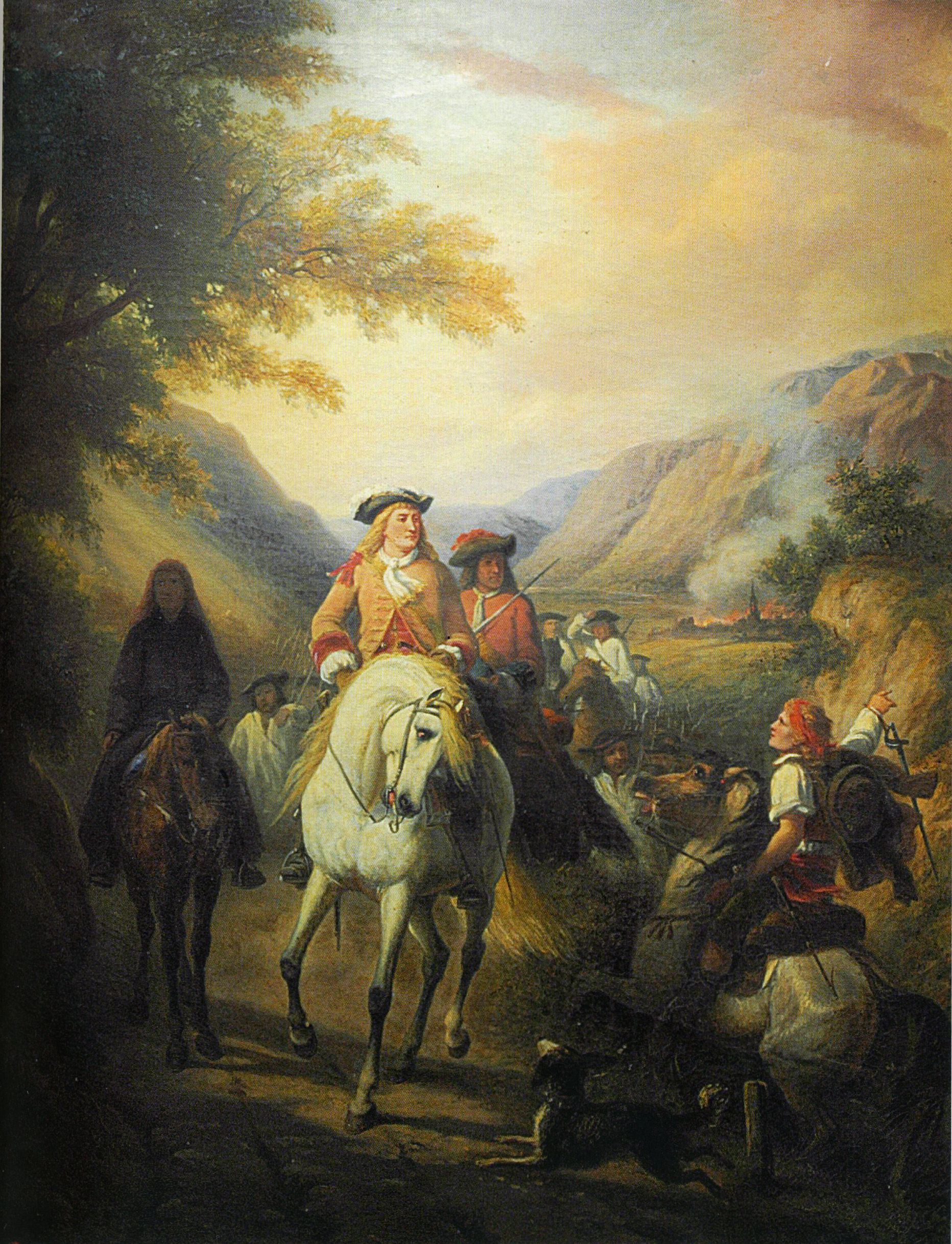
Jean Cavalier, par Pierre-Antoine Labouchère, 1864, exposé au Musée du Désert.

En quelques mois, Jean Cavalier devient le principal chef de la révolte des camisards, dont il porte dès lors l'étendard. Il se révèle être un excellent meneur d'hommes et un fin tacticien militaire, avec une parfaite connaissance du pays, ce qui offre un rôle capital : le maréchal de Villars, dit de lui qu'« il était aussi courageux en attaque que prudent en retraite ». Durant ces deux années terribles que dure ce soulèvement de paysans protestants, il tient tout d'abord en échec le lieutenant général Victor-Maurice de Broglie, puis son remplaçant, le maréchal de France Nicolas Auguste de La Baume de Montrevel.
Les mois de novembre et décembre 1702 voient les premiers succès camisards. Le jour de Noël 1702, Jean Cavalier ose tenir une assemblée religieuse aux portes d'Alès et met en fuite les milices locales qui viennent l'attaquer.
À Vagnas, le 10 février 1703, il met en déroute les troupes royales, mais, bientôt vaincu à son tour, il doit fuir. Le 29 avril 1703, après avoir convoqué une assemblée dans la vallée de Malle-Bruisse, Cavalier se retire avec une troupe de camisards près de la tour de Bilhot à proximité de Bagard, dont la situation semble sûre. Le secret de cette retraite est éventé, à la suite de la trahison d'un meunier, qui assure la subsistance des camisards. Cent louis d'or lui sont offerts par le maréchal de Montrevel, en échange d'informations qui permettent au brigadier de Planque de mener une attaque surprise qui se révèle victorieuse sur les camisards. Au cours de la nuit du 29 au 30 avril 1703, trois cents camisards sont tués, tandis que dans les rangs de l'armée royale, huit officiers et douze soldats trouvent la mort.
Mais, le 14 mars 1704, 1 100 camisards commandés par Jean Cavalier remportent leur plus grande victoire : 400 à 600 soldats d'élite de la marine et 60 dragons du Roi sont mis en déroute à Martignargues, entre 180 et 350 soldats royaux sont tués lors de l'affrontement contre une vingtaine de morts pour les camisards. À l'annonce de cette nouvelle, Louis XIV renvoie Montrevel et nomme un autre maréchal de France, Claude Louis Hector de Villars, pour le remplacer.

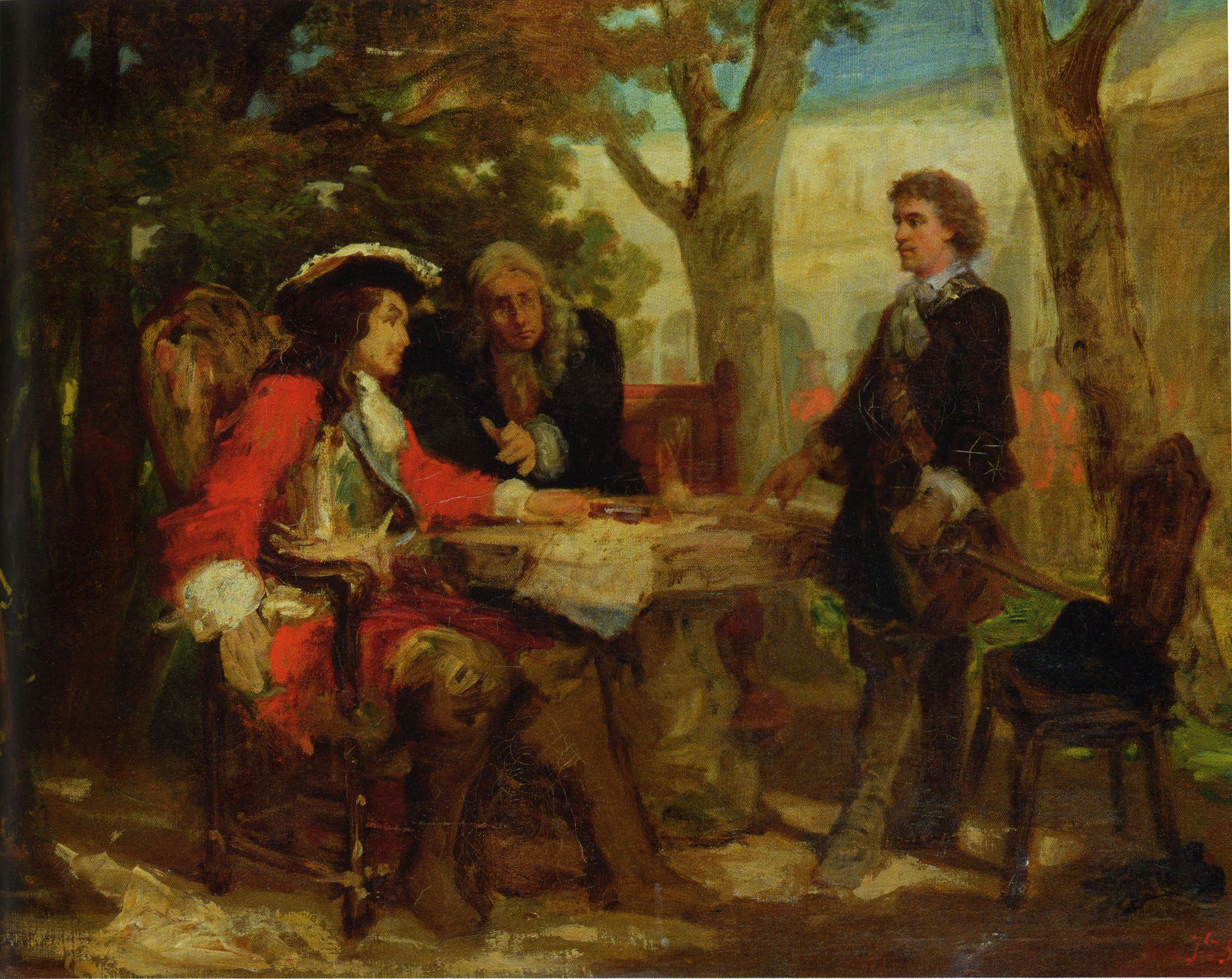
Entrevue de Jean Cavalier et de Claude Louis Hector de Villars à Nîmes le 16 mai 1704, par Jules Salles, vers 1865, exposé au Musée des Beaux-Arts de Nîmes.

Le 19 avril, à Nages, deux jours avant son départ, Montrevel à la tête de 1 000 hommes bat cependant Cavalier et s'empare de son quartier général. Cavalier parvient tout de même à conserver les deux tiers de ses troupes. Aussi, le 30 avril, entame-t-il des négociations avec les Royaux. En dépit de la volonté royale de s'imposer par la force en exerçant des représailles souvent très violentes contre les huguenots cévenols (« le brûlement des Cévennes », politique de la terre brûlée menée depuis septembre 1703 par l'armée royale), le charisme, l'irréductible volonté, l'absolue confiance de ses partisans et les victoires qu'il remporte, imposent Jean Cavalier comme un interlocuteur incontournable du maréchal de Villars, désireux de mettre un terme à cette sédition meurtrière. Le 16 mai, Cavalier rencontre à Nîmes le maréchal de Villars et demande l'amnistie pour lui et ses hommes, l'autorisation de quitter la France et la libération des prisonniers, la permission pour tous les religionnaires de vendre leurs biens, et demande pour lui-même un régiment dont il serait le colonel. Le 27 mai 1704, Louis XIV se montre favorable aux requêtes des camisards conduits par Cavalier. Cette capitulation n'est pas du goût des autres chefs camisards, qui poursuivent la lutte, mais privés de leur seul chef militaire d'envergure et donc sans grand succès.
Devenu colonel, Cavalier se voit attribuer une pension annuelle de 1 200 livres, mais, par crainte d'être compromis auprès de ses coreligionnaires, il quitte la France le 23 juin 1704, accompagné d'une centaine de ses fidèles compagnons d'armes.
Cavalier se met un temps au service du duc de Savoie, qui lui accorde de constituer et commander un régiment de camisards pour servir le roi d’Angleterre lors de la guerre de Succession d'Espagne. En 1706, à la tête d'un régiment anglo-portugais composé en partie de camisards, il se bat contre la France, et échappe de peu à la mort lors de la bataille d'Almansa, où il est grièvement blessé et son régiment détruit, ce qui provoque sa retraite militaire.
Jusqu'en 1710, il fait la navette entre l'Angleterre et la Hollande, avant de se retirer près de Dublin, où il vit de la petite pension qu'il a obtenue. Il épouse une Irlandaise, Eachna Mckay.
Il lui faut attendre l'année 1735 pour être promu général de brigade. En 1738, George II, roi de Grande-Bretagne et d'Irlande, le nomme lieutenant-gouverneur de l'île de Jersey. Il meurt le 17 mai 1740, dans sa demeure de Chelsea au bord de la Tamise. Il est enterré dans le cimetière de ce faubourg ouest de Londres.